# Senonches
Senonches is een gemeente in het Franse departement Eure-et-Loir (regio Centre-Val de Loire). De plaats maakt deel uit van het arrondissement Dreux. Senonches telde op 1 januari 2022 3.013 inwoners.

## Geografie
De oppervlakte van Senonches bedroeg op 1 januari 2022 62,48 vierkante kilometer; de bevolkingsdichtheid was toen 48,2 inwoners per km².

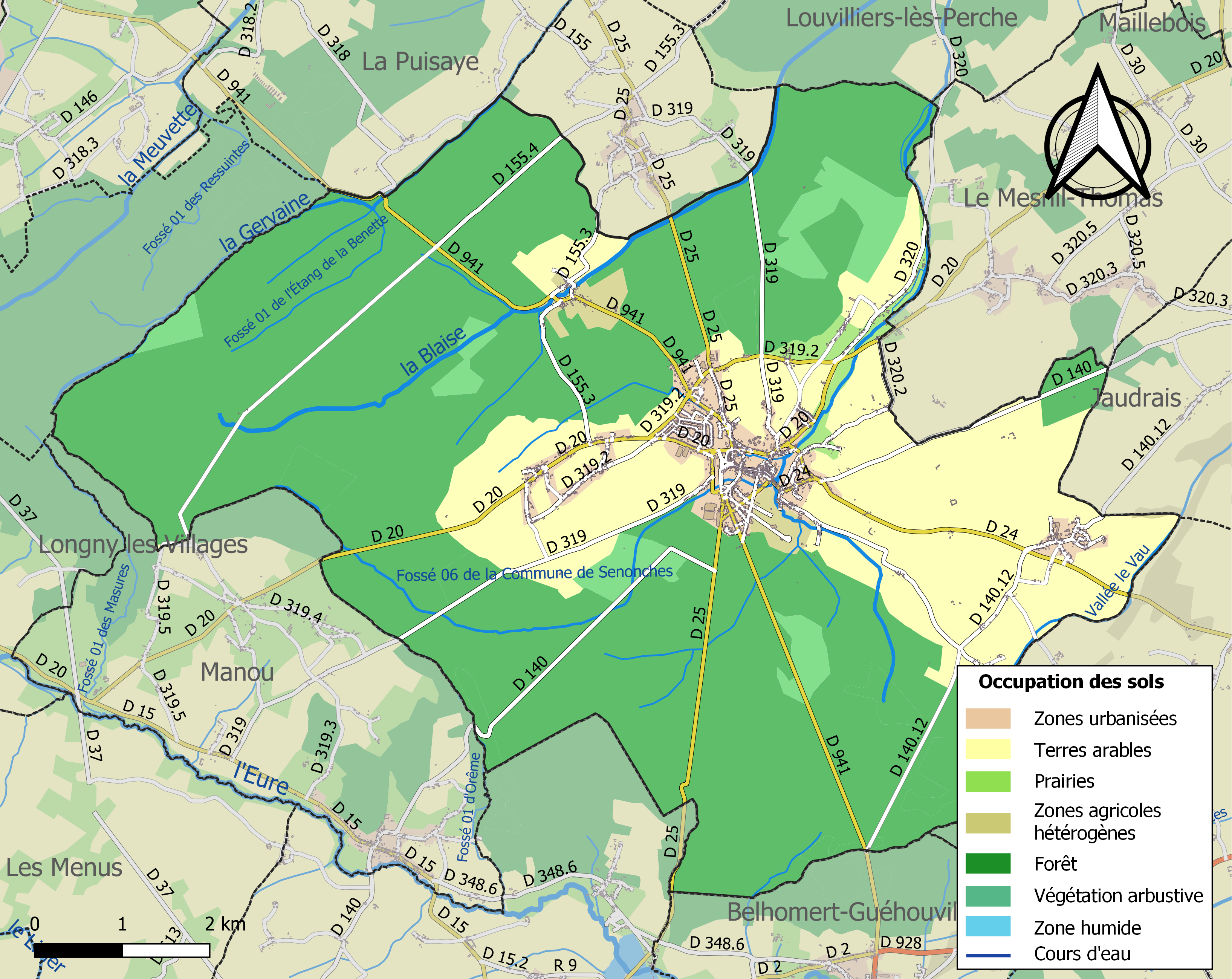
Kaart van de gemeente met belangrijkste infrastructuur, bodemgebruik en omliggende gemeenten

## Demografie
Onderstaande figuur toont het verloop van het inwonertal (bron: INSEE-tellingen).

## Foto's

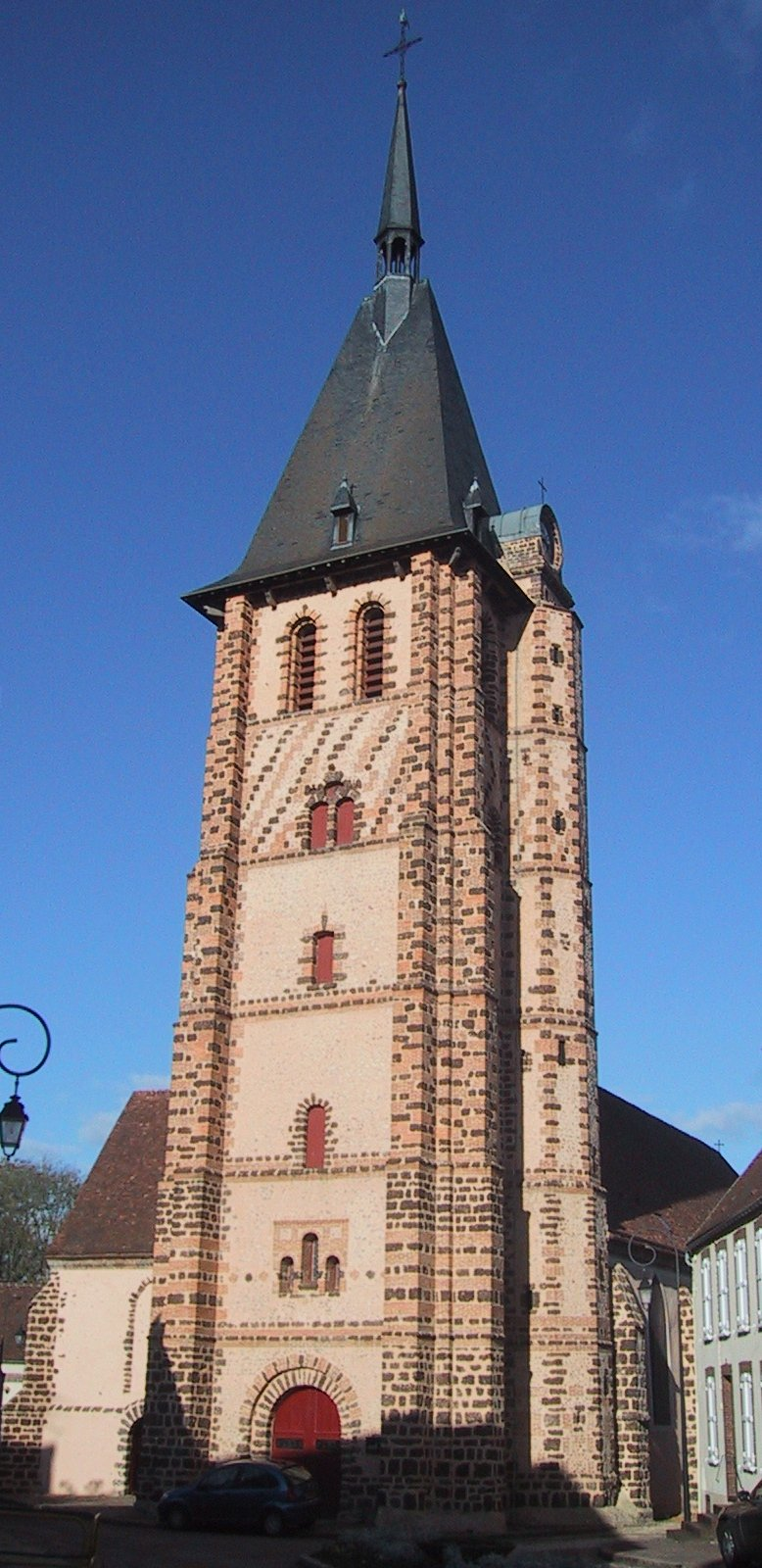
Kerk
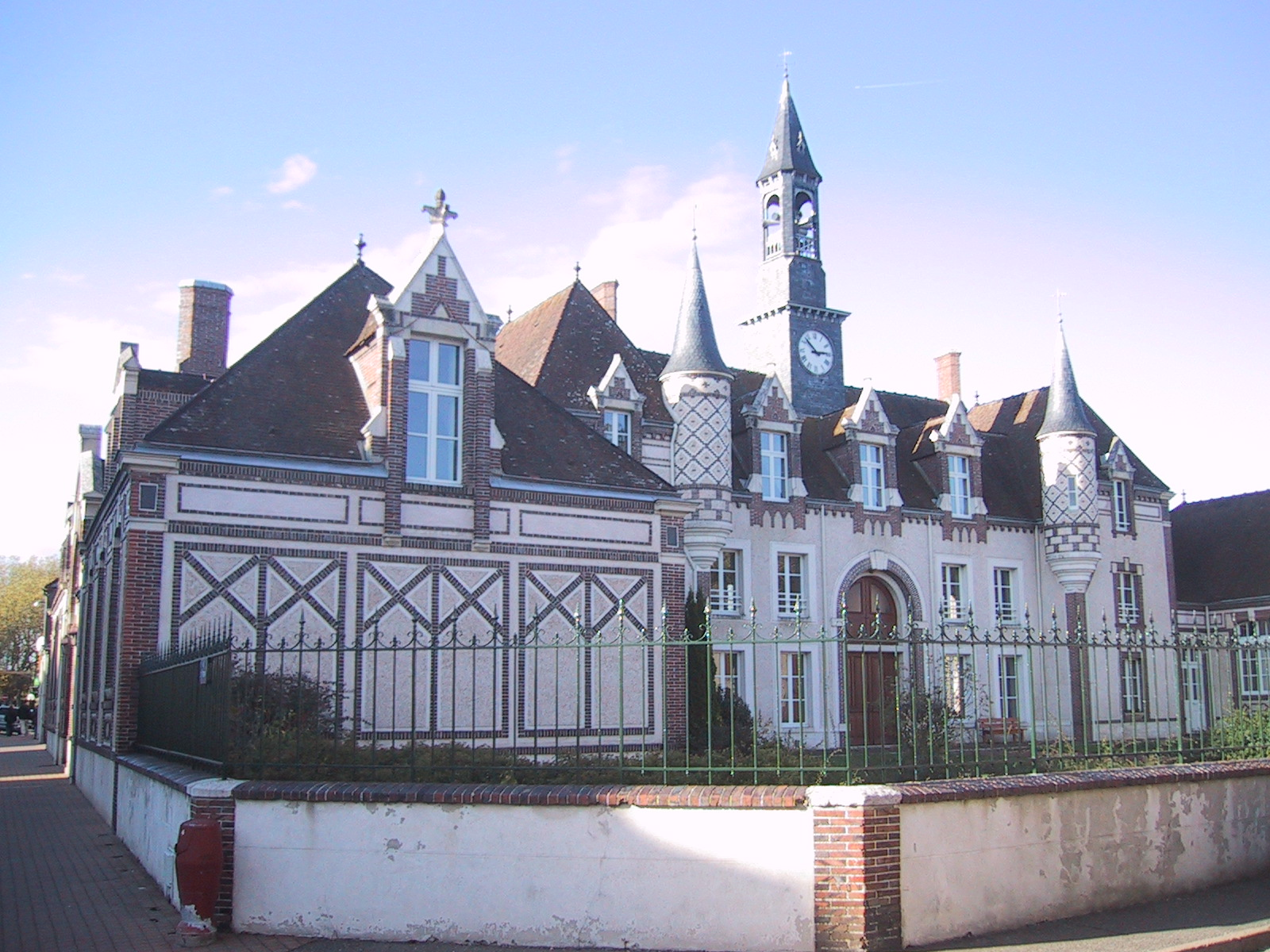
Gemeentehuis
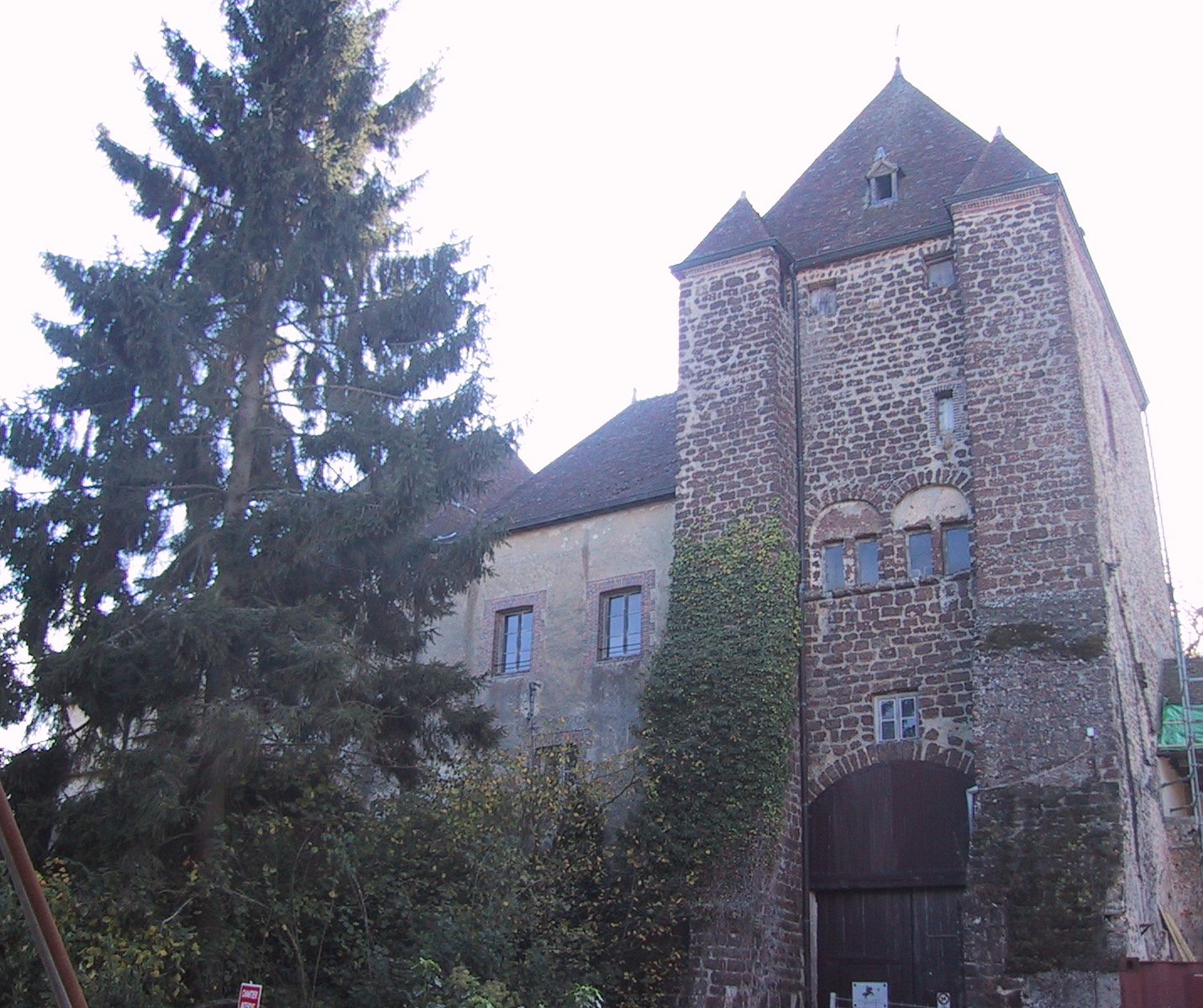
Kasteel